# Rudolf Buchner (Maler)
Rudolf Johann Josef Buchner (* 15. März 1894 in  Wermsdorf, Nordmähren; † 15. Oktober 1962 in Wien) war ein österreichischer Maler und Grafiker.

## Leben
Buchner hatte als Offizier am Ersten Weltkrieg teilgenommen und geriet in russische Gefangenschaft.
Ab 1919 studierte er Jus (Dr. jur. 1927) und Kunstgeschichte an den Universitäten in Wien und Leiden (Niederlande) und besuchte Kurse an der Kunstgewerbeschule Wien in Emaillieren und an der Akademie der bildenden Künste Wien. Daneben beschäftigte er sich mit der Malerei bei Albert Sallak und Hugo Emil Flatz. 1920 gründete der damals in Deutsch-Wagram Ansässige die Marchfelder Vereinigung bildender Künstler, deren Präsident er bis zu seinem Tode blieb. Er beteiligte sich an Ausstellungen der Wiener Brücke und der Wiener Secession. 1928 bis 1932 war er auf Studienreisen, unter anderem zur Weiterbildung an der Akademie Rotterdam. Heirat mit Adrienne Alindo. 1938 wurde er Mitglied im Hagenbund.
Im Mai 1945 wurde er bei der Umgründung der Berufsvereinigung der bildenden Künstler Österreichs im Wiener Künstlerhaus zu einem Verein zum kommissarischen Leiter ernannt. Seine Stellvertreter waren Franz Lex (für Malerei), Josef Müllner (für Bildhauerei), Otto Prutscher (für Architektur) und Josef Hoffmann (für Kunstgewerbe).
Er war von 1945 bis zu seinem Tode Mitglied der Wiener Secession, ab 1959 Mitglied des Wiener Künstlerhauses und seit 1957 Mitglied der Loge Zukunft. 1962 erhielt er den Titel Professor.

## Werk
Buchners Arbeitsschwerpunkte waren die Landschaftsmalerei und die Grafik.

## Auszeichnungen
- 1940 Förderpreis Stadt Wien
- 1959 Goldene Ehrenmedaille des Landesverbandes der niederösterreichischen Kunstvereine
- 1962 Kulturpreis des Landes Niederösterreich

## Ausstellungen
- 1942 17. Oktober – 15. November, Wiener Kunsthalle, Gemeinschaft bildender Künstler. Sonderschau R. Buchner, K. Gunsam. Wien: (Cyliax), 1942. – 32 S., Kapitel Ill.
- 1955 mit der Wiener Sezession in Darmstadt
- 1957 Düsseldorf
- Einige seiner Werke sind in der Albertina Wien ausgestellt.